# Eduard Dualde Santos de Lamadrid
Eduard Dualde Santos de Lamadrid   (Barcelona, 1 de desembre de 1933 - Peníscola, 12 de juny de 1989) fou un jugador d'hoquei sobre herba català, guanyador d'una medalla olímpica de bronze. Era germà del també jugador d'hoquei sobre herba Joaquim Dualde i cosí d'Ignasi Macaya. Morí en un accident de trànsit.
El 1960 va prendre part en els Jocs Olímpics d'Estiu de Roma (Itàlia), on va guanyar la medalla de bronze amb la selecció espanyola en la competició masculina d'hoquei sobre herba. Als Jocs Olímpics d'Estiu de 1964 a Tòquio (Japó) va guanyar un diploma olímpic en finalitzar quart en la competició per equips.
Membre del Reial Club de Polo de Barcelona, en el seu palmarès també destaquen sis Campionats de Catalunya (1954, 1955, 1957, 1958, 1960, 1962), sis Copes del Rei (1957-60, 1962, 1964) i una Lligua espanyola (1958).